# František Panchártek
František Panchártek (27. března 1946 Pardubice – 19. března 2021) byl československý hokejový obránce. Jeho syn František se rovněž věnoval hokeji.

## Hráčská kariéra
Ligovou kariéru zahájil jako šestnáctiletý v dresu Tesly Pardubice. Během své dlouhé kariéry nepoznal jiný dres kromě povinné základní vojenské služby, kterou strávil v Dukle Jihlavě. V mateřském klubu dosáhl nejvyššího úspěchu, kdy v sezóně 1972/1973 pro Pardubice pomohl získat první mistrovský titul v historii klubu.
Jako reprezentant se zúčastnil jednoho šampionátu, a to MS 1971 ve Švýcarsku, kde získal stříbrnou medaili. V reprezentačním dresu odehrál celkem 28 zápasů a vstřelil 2 góly.